# FIBA Europe Cup 2020-2021
La FIBA Europe Cup 2020-2021 è la sesta edizione del secondo torneo europeo di pallacanestro per club organizzato dalla FIBA Europe.

## Partecipanti
In parentesi viene mostrata la posizione ottenuta da ciascuna squadra dopo eventuali play-off della stagione precedente (QR: perdenti dei turni di qualificazione di Basketball Champions League 2020-2021).
| Regular Season        | Regular Season                | Regular Season                | Regular Season             |
| --------------------- | ----------------------------- | ----------------------------- | -------------------------- |
| CSM Oradea (2°)       | Borisfen (1°)                 | Parma Perm' (5°)              | Īraklīs Salonicco (CL QR1) |
| Sibiu (3°)            | Rilski Sportist (3°)          | Beşiktaş Sompo Sigorta (8°)   | Hapoel Tel Aviv (CL QR1)   |
| Kyiv-Basket (2°)      | Ironi Nes Ziona (7°)          | Belfius Mons-Hainaut (CL QR2) | Włocławek (CL QR1)         |
| Prometej (3°)         | UNAHOTELS Reggio Emilia (12°) | Neptūnas Klaipėda (CL QR2)    | London Lions (CL QR1)      |
| Egis Körmend (2°)     | Mornar                        | Donar Groningen (CL QR2)      | U-BT Cluj-Napoca (CL QR1)  |
| Szolnoki Olaj (7°)    | Heroes Den Bosch (3°)         | Sporting CP (CL QR2)          | Fribourg Olympic (CL QR1)  |
| Kapfenberg Bulls (2°) | Stal Ostrów Wielkopolski (9°) | Balkan Botevgrad (CL QR1)     | Dnipro (CL QR1)            |

## Date e formato del torneo
Inizialmente, la competizione prevedeva partite di andata e ritorno sia per la fase a gironi sia per i play-offs. Invece, a causa della situazione epidemiologica in Europa, il 23 novembre 2020 gli organizzatori del torneo hanno modificato il format stabilendo la disputa delle partite in gara unica in campo neutro. A seguito di questa decisione, le tre squadre del gruppo G (Kapfenberg Bulls, Balkan Botevgrad e Parma Perm') sono state reinserite nei gironi B, D ed F. Inoltre, si qualificano ai play-offs anche le quattro migliori terze, oltre alle prime due squadre di ciascun girone: le prime classificate e le due migliori seconde sono teste di serie per il sorteggio dei play-offs sempre in gara unica in campo neutro.
Il 19 dicembre 2020 sono state annunciate le quattro sedi in cui saranno giocate le partite della fase a gironi.
Il 23 gennaio, a pochi giorni dall'inizio della competizione, vengono annunciati i ritiri da parte del Borisfen e dei London Lions a seguito delle difficoltà legate ai trasferimenti dovuti alla pandemia di COVID-19 in Europa.
| Fase          | Turno            | Sorteggio        | Gara unica         |                    |
| ------------- | ---------------- | ---------------- | ------------------ | ------------------ |
| Fase a gironi | Giornata 1       | 23 novembre 2020 | 26 gennaio 2021    | 26 gennaio 2021    |
| Fase a gironi | Giornata 2       | 23 novembre 2020 | 27-28 gennaio 2021 | 27-28 gennaio 2021 |
| Fase a gironi | Giornata 3       | 23 novembre 2020 | 29 gennaio 2021    | 29 gennaio 2021    |
| Play-offs     | Ottavi di finale | 3 febbraio 2021  | 23 marzo 2021      |                    |
| Play-offs     | Quarti di finale | 3 febbraio 2021  | 25 marzo 2021      |                    |
| Play-offs     | Semifinali       | 3 febbraio 2021  | 23 aprile 2021     |                    |
| Play-offs     | Finali           | 3 febbraio 2021  | 25 aprile 2021     |                    |

## Regular season

### Gruppo A
Le partite si sono disputate alla Maaspoort di 's-Hertogenbosch, Paesi Bassi.
| Pos | Squadra                 | G | V | P | PF  | PS  | DP  | Pt | Qualificazione                               |  | IRA   | REG   | MON   | KÖR   |
| --- | ----------------------- | - | - | - | --- | --- | --- | -- | -------------------------------------------- |  | ----- | ----- | ----- | ----- |
| 1   | Īraklīs Salonicco       | 3 | 3 | 0 | 251 | 225 | +26 | 6  | Qualificata alla Fase a eliminazione diretta |  | —     | —     | —     | 94–76 |
| 2   | UNAHOTELS Reggio Emilia | 3 | 2 | 1 | 232 | 226 | +6  | 5  | Qualificata alla Fase a eliminazione diretta |  | 74–78 | —     | —     | —     |
| 3   | Belfius Mons-Hainaut    | 3 | 1 | 2 | 227 | 215 | +12 | 4  | Qualificata alla Fase a eliminazione diretta |  | 75–79 | 69–70 | —     | —     |
| 4   | Egis Körmend            | 3 | 0 | 3 | 221 | 265 | −44 | 3  |                                              |  | —     | 79–88 | 66–83 | —     |

### Gruppo B
Le partite si sono disputate all'Arena Samokov di Samokov, Bulgaria.
| Pos | Squadra             | G | V | P | PF  | PS  | DP  | Pt | Qualificazione                               |  | PRO   | KYI   | RIL   | KAP   |
| --- | ------------------- | - | - | - | --- | --- | --- | -- | -------------------------------------------- |  | ----- | ----- | ----- | ----- |
| 1   | Prometej            | 3 | 3 | 0 | 225 | 200 | +25 | 6  | Qualificata alla Fase a eliminazione diretta |  | —     | —     | 89–76 | —     |
| 2   | Kyiv-Basket         | 3 | 1 | 2 | 196 | 197 | −1  | 4  | Qualificata alla Fase a eliminazione diretta |  | 66–72 | —     | 69–74 | —     |
| 3   | Rilski Sportist (H) | 3 | 1 | 2 | 217 | 227 | −10 | 4  | Qualificata alla Fase a eliminazione diretta |  | —     | —     | —     | 67–69 |
| 4   | Kapfenberg Bulls    | 3 | 1 | 2 | 178 | 192 | −14 | 4  |                                              |  | 58–64 | 51–61 | —     | —     |

### Gruppo C
Le partite si sono disputate all'Hala Mistrzów di Włocławek, Polonia.
| Pos | Squadra                  | G | V | P | PF  | PS  | DP  | Pt | Qualificazione                               |   | STA   | IRO | SZO   | SPO   |
| --- | ------------------------ | - | - | - | --- | --- | --- | -- | -------------------------------------------- | - | ----- | --- | ----- | ----- |
| 1   | Stal Ostrów Wielkopolski | 3 | 3 | 0 | 268 | 249 | +19 | 6  | Qualificata alla Fase a eliminazione diretta |   | —     | —   | —     | 85–83 |
| 2   | Ironi Nes Ziona          | 3 | 2 | 1 | 262 | 247 | +15 | 5  | Qualificata alla Fase a eliminazione diretta |   | 86–93 | —   | 90–73 | —     |
| 3   | Szolnoki Olajbányász     | 3 | 1 | 2 | 231 | 247 | −16 | 4  |                                              |   | 80–90 | —   | —     | 78–67 |
| 4   | Sporting CP              | 3 | 0 | 3 | 231 | 249 | −18 | 3  |                                              | — | 81–86 | —   | —     |       |

### Gruppo D
Le partite si sono disputate all'Akatlar Arena di Istanbul, Turchia.
| Pos | Squadra              | G | V | P | PF  | PS  | DP  | Pt | Qualificazione                               |  | SIB   | BAL   | ORA   | BJK   |
| --- | -------------------- | - | - | - | --- | --- | --- | -- | -------------------------------------------- |  | ----- | ----- | ----- | ----- |
| 1   | CSU Sibiu            | 3 | 2 | 1 | 247 | 235 | +12 | 5  | Qualificata alla Fase a eliminazione diretta |  | —     | 88–75 | —     | —     |
| 2   | Balkan               | 3 | 2 | 1 | 207 | 214 | −7  | 5  | Qualificata alla Fase a eliminazione diretta |  | —     | —     | 58–55 | 74–71 |
| 3   | CSM Oradea           | 3 | 1 | 2 | 216 | 219 | −3  | 4  | Qualificata alla Fase a eliminazione diretta |  | 70–78 | —     | —     | 91–83 |
| 4   | Beşiktaş Icrypex (H) | 3 | 1 | 2 | 244 | 246 | −2  | 4  |                                              |  | 90–81 | —     | —     | —     |

### Gruppo E
Le partite si sono disputate all'Hala Mistrzów di Włocławek, Polonia.
| Pos | Squadra             | G | V | P | PF  | PS  | DP  | Pt | Qualificazione                               |  | OLY   | DNI   | ANW   | LON |
| --- | ------------------- | - | - | - | --- | --- | --- | -- | -------------------------------------------- |  | ----- | ----- | ----- | --- |
| 1   | Fribourg Olympic    | 2 | 1 | 1 | 143 | 131 | +12 | 3  | Qualificata alla Fase a eliminazione diretta |  | —     | 57–62 | —     | —   |
| 2   | Dnipro              | 2 | 1 | 1 | 133 | 131 | +2  | 3  | Qualificata alla Fase a eliminazione diretta |  | —     | —     | 71–74 | —   |
| 3   | Anwil Włocławek (H) | 2 | 1 | 1 | 143 | 157 | −14 | 3  | Qualificata alla Fase a eliminazione diretta |  | 69–86 | —     | —     | —   |
| 4   | London Lions        | 0 | 0 | 0 | 0   | 0   | 0   | 0  | Ritirata                                     |  | —     | —     | —     | —   |

### Gruppo F
Le partite si sono disputate alla Maaspoort di 's-Hertogenbosch, Paesi Bassi.
| Pos | Squadra              | G | V | P | PF  | PS  | DP  | Pt | Qualificazione                               |  | PAR   | DBO   | DON   | BOR |
| --- | -------------------- | - | - | - | --- | --- | --- | -- | -------------------------------------------- |  | ----- | ----- | ----- | --- |
| 1   | Parma Perm'          | 2 | 2 | 0 | 178 | 144 | +34 | 4  | Qualificata alla Fase a eliminazione diretta |  | —     | 85–63 | —     | —   |
| 2   | Heroes Den Bosch (H) | 2 | 1 | 1 | 162 | 183 | −21 | 3  | Qualificata alla Fase a eliminazione diretta |  | —     | —     | 99–98 | —   |
| 3   | Donar Groningen      | 2 | 0 | 2 | 179 | 192 | −13 | 2  |                                              |  | 81–93 | —     | —     | —   |
| 4   | Borisfen             | 0 | 0 | 0 | 0   | 0   | 0   | 0  | Ritirata                                     |  | —     | —     | —     | —   |

### Confronto tra le terze classificate
Nel confronto tra le terze classificate mancano gli incontri con le quarte classificate per la presenza di due gironi da tre squadre.
| Pos | Gr | Squadra              | G | V | P | PF  | PS  | DP  | Pt | Qualificazione                               |
| --- | -- | -------------------- | - | - | - | --- | --- | --- | -- | -------------------------------------------- |
| 1   | B  | Rilski Sportist      | 2 | 1 | 1 | 150 | 158 | −8  | 3  | Qualificata alla Fase a eliminazione diretta |
| 2   | E  | Anwil Włocławek      | 2 | 1 | 1 | 143 | 157 | −14 | 3  | Qualificata alla Fase a eliminazione diretta |
| 3   | A  | Belfius Mons-Hainaut | 2 | 0 | 2 | 144 | 149 | −5  | 2  | Qualificata alla Fase a eliminazione diretta |
| 4   | D  | CSM Oradea           | 2 | 0 | 2 | 125 | 136 | −11 | 2  | Qualificata alla Fase a eliminazione diretta |
| 5   | F  | Donar Groningen      | 2 | 0 | 2 | 179 | 192 | −13 | 2  |                                              |
| 6   | C  | Szolnoki Olajbányász | 2 | 0 | 2 | 153 | 180 | −27 | 2  |                                              |

## Fase a eliminazione diretta
Tutte le partite saranno ad eliminazione diretta.

### Sorteggi
I sorteggi della fase ad eliminazione diretta si sono svolti il 3 febbraio 2021 nella sede della FIBA Europe a Monaco di Baviera, Germania. Le squadre che si sono affrontate nello stesso gruppo della regular season, non potevano affrontarsi al primo turno.
| Teste di serie    |
| ----------------- |
| Arged BMSLAM Stal |
| CSU Sibiu         |
| Dnipro            |
| Īraklīs Salonicco |
| Ironi Nes Ziona   |
| Fribourg Olympic  |
| Parma Perm'       |
| Prometej          |

| Non teste di serie      |
| ----------------------- |
| Anwil Włocławek         |
| Balkan Botevgrad        |
| Belfius Mons-Hainaut    |
| CSM Oradea              |
| Heroes Den Bosch        |
| Kyiv-Basket             |
| Rilski Sportist         |
| UNAHOTELS Reggio Emilia |

### Tabellone
|  | Ottavi di finale            | Ottavi di finale            |                             |    | Quarti di finale          | Quarti di finale          |           |           | Semifinali | Semifinali |  |  | Finale | Finale |
|  |                             |                             |                             |    |                           |                           |           |           |            |            |  |  |        |        |
|  | 23 marzo – Oradea           |                             |                             |    |                           |                           |           |           |            |            |  |  |        |        |
|  |                             |                             |                             |    |                           |                           |           |           |            |            |  |  |        |        |
|  | Sibiu                       | 61                          |                             |    |                           |                           |           |           |            |            |  |  |        |        |
|  | Sibiu                       | 61                          | 25 marzo – Oradea           |    |                           |                           |           |           |            |            |  |  |        |        |
|  | UNAHOTELS RE                | 65                          |                             |    |                           |                           |           |           |            |            |  |  |        |        |
|  | UNAHOTELS RE                | 65                          | UNAHOTELS RE                | 64 |                           |                           |           |           |            |            |  |  |        |        |
|  | 23 marzo – Oradea           |                             | UNAHOTELS RE                | 64 |                           |                           |           |           |            |            |  |  |        |        |
|  |                             | CSM Oradea                  | 71                          |    |                           |                           |           |           |            |            |  |  |        |        |
|  | Dnipro                      | CSM Oradea                  | 71                          | 72 |                           |                           |           |           |            |            |  |  |        |        |
|  | Dnipro                      |                             | 23 aprile                   | 72 |                           |                           |           |           |            |            |  |  |        |        |
|  | CSM Oradea                  | 78                          |                             |    |                           |                           |           |           |            |            |  |  |        |        |
|  | CSM Oradea                  | 78                          | CSM Oradea                  | 66 |                           |                           |           |           |            |            |  |  |        |        |
|  | 23 marzo – 's-Hertogenbosch |                             | CSM Oradea                  | 66 |                           |                           |           |           |            |            |  |  |        |        |
|  |                             | Stal Ostrów W.              | 77                          |    |                           |                           |           |           |            |            |  |  |        |        |
|  | Prometej                    | Stal Ostrów W.              | 77                          | 81 |                           |                           |           |           |            |            |  |  |        |        |
|  | Prometej                    | 25 marzo – 's-Hertogenbosch |                             | 81 |                           |                           |           |           |            |            |  |  |        |        |
|  | Belfius Mons-H.             | 88                          |                             |    |                           |                           |           |           |            |            |  |  |        |        |
|  | Belfius Mons-H.             | 88                          | Belfius Mons-H.             | 66 |                           |                           |           |           |            |            |  |  |        |        |
|  | 23 marzo – 's-Hertogenbosch |                             | Belfius Mons-H.             | 66 |                           |                           |           |           |            |            |  |  |        |        |
|  |                             | Stal Ostrów W.              | 73                          |    |                           |                           |           |           |            |            |  |  |        |        |
|  | Stal Ostrów W.              | Stal Ostrów W.              | 73                          | 92 |                           |                           |           |           |            |            |  |  |        |        |
|  | Stal Ostrów W.              |                             | 25 aprile                   | 92 |                           |                           |           |           |            |            |  |  |        |        |
|  | Heroes Den B.               | 83                          |                             |    |                           |                           |           |           |            |            |  |  |        |        |
|  | Heroes Den B.               | 83                          | Stal Ostrów W.              | 74 |                           |                           |           |           |            |            |  |  |        |        |
|  | 23 marzo – Botevgrad        |                             | Stal Ostrów W.              | 74 |                           |                           |           |           |            |            |  |  |        |        |
|  |                             | Ironi Nes Ziona             | 82                          |    |                           |                           |           |           |            |            |  |  |        |        |
|  | Fribourg Olympic            | Ironi Nes Ziona             | 82                          | 74 |                           |                           |           |           |            |            |  |  |        |        |
|  | Fribourg Olympic            | 25 marzo – Botevgrad        |                             | 74 |                           |                           |           |           |            |            |  |  |        |        |
|  | Balkan Botevgrad            | 90                          |                             |    |                           |                           |           |           |            |            |  |  |        |        |
|  | Balkan Botevgrad            | 90                          | Balkan Botevgrad            | 62 |                           |                           |           |           |            |            |  |  |        |        |
|  | 23 marzo – Botevgrad        |                             | Balkan Botevgrad            | 62 |                           |                           |           |           |            |            |  |  |        |        |
|  |                             | Parma Perm'                 | 84                          |    |                           |                           |           |           |            |            |  |  |        |        |
|  | Parma Perm'                 | Parma Perm'                 | 84                          | 90 |                           |                           |           |           |            |            |  |  |        |        |
|  | Parma Perm'                 |                             | 23 aprile                   | 90 |                           |                           |           |           |            |            |  |  |        |        |
|  | Rilski Sportist             | 61                          |                             |    |                           |                           |           |           |            |            |  |  |        |        |
|  | Rilski Sportist             | 61                          | Parma Perm'                 | 80 |                           |                           |           |           |            |            |  |  |        |        |
|  | 24 marzo – 's-Hertogenbosch |                             | Parma Perm'                 | 80 |                           |                           |           |           |            |            |  |  |        |        |
|  |                             | Ironi Nes Ziona             | 81                          |    | Finale per il terzo posto | Finale per il terzo posto |           |           |            |            |  |  |        |        |
|  | Īraklīs Salonicco           | Ironi Nes Ziona             | 81                          | 86 | Finale per il terzo posto | Finale per il terzo posto |           |           |            |            |  |  |        |        |
|  | Īraklīs Salonicco           | 26 marzo – 's-Hertogenbosch | 26 marzo – 's-Hertogenbosch | 86 |                           |                           | 25 aprile | 25 aprile |            |            |  |  |        |        |
|  | Anwil Włocławek             | 26 marzo – 's-Hertogenbosch | 26 marzo – 's-Hertogenbosch | 81 |                           |                           | 25 aprile | 25 aprile |            |            |  |  |        |        |
|  | Anwil Włocławek             | Īraklīs Salonicco           | 80                          | 81 | CSM Oradea                | 85                        |           |           |            |            |  |  |        |        |
|  | 24 marzo – 's-Hertogenbosch | Īraklīs Salonicco           | 80                          |    | CSM Oradea                | 85                        |           |           |            |            |  |  |        |        |
|  |                             | Ironi Nes Ziona             | 105                         |    | Parma Perm'               | 76                        |           |           |            |            |  |  |        |        |
|  | Ironi Nes Ziona             | Ironi Nes Ziona             | 105                         | 90 | Parma Perm'               | 76                        |           |           |            |            |  |  |        |        |
|  | Ironi Nes Ziona             |                             |                             | 90 |                           |                           |           |           |            |            |  |  |        |        |
|  | Kyiv-Basket                 | 76                          |                             |    |                           |                           |           |           |            |            |  |  |        |        |
|  | Kyiv-Basket                 | 76                          |                             |    |                           |                           |           |           |            |            |  |  |        |        |

### Ottavi di finale
| Arbitri: | Anastasios Manos Can Mavisu Kyriacos Christou |

|                              |            |                            |
| Hardy 15 Addison 14 Torok 10 | Punti      | 16 Lemar 10 Sims 8 Johnson |
| Rathan-Mayes 4               | Assist     | 8 Taylor                   |
| Hardy 10                     | Rimbalzi   | 8 Sims                     |
| Dan Fleseriu                 | Allenatori | Attilio Caja               |

| Arbitri: | Vilius Mačiulaitis Ciprian Stoica Mihkel Männiste |

|                                         |            |                                                  |
| Krajina 14 Mbala 11 Barnette, Cotture 9 | Punti      | 21 Avramov, Balaban 19 Chambers 8 Jordan, Minkov |
| Barnette 5                              | Assist     | 9 Chambers                                       |
| Cotture 6                               | Rimbalzi   | 11 Minkov                                        |
| Petar Aleksić                           | Allenatori | Jovica Arsić                                     |

| Arbitri: | Gintaras Vitkauskas Goran Šljivić Maxime Boubert |

|                             |            |                              |
| Myers 14 Evans 13 Vaughn 12 | Punti      | 27 Durham 16 Smith 13 Lambot |
| Lypovyj 7                   | Assist     | 8 Durham                     |
| Stephens 7                  | Rimbalzi   | 7 Barnes, Spencer            |
| Vitaliy Cherniy             | Allenatori | Vedran Bosnić                |

| Arbitri: | Tanel Suslov Juozas Barkauskas Péter Praksch |

|                                   |            |                               |
| Bobrov 17 Tymofejenko 14 Sanon 11 | Punti      | 22 Holt 21 Marković 12 Watson |
| Cooper 13                         | Assist     | 8 Watson                      |
| Tymofejenko 8                     | Rimbalzi   | 8 Green, Valeika              |
| Denys Zhuravlov                   | Allenatori | Cristian Achim                |

| Arbitri: | Aleksandar Milojević Zoran Mitrovski Franko Gracin |

|                                                                   |            |                                   |
| Juškevičius 19 Mejeris 10 Grigor'ev, Ponitka, Savović, Williams 9 | Punti      | 15 Simeonov 12 Carvacho 11 Zhelev |
| Ivlev, Ponitka 3                                                  | Assist     | 5 Ivanov                          |
| Mejeris 10                                                        | Rimbalzi   | 9 Carvacho                        |
| Kazys Maksvytis                                                   | Allenatori | Ljudmil Hadžisotirov              |

| Arbitri: | Sergey Mikhaylov Valentin Oliot Vladimir Jeftović |

|                             |            |                                    |
| Garbacz 17 Smith 15 Kell 13 | Punti      | 16 Lapornik 15 Herndon 14 Mayfield |
| Florence 6                  | Assist     | 7 van Vliet                        |
| Ogden 8                     | Rimbalzi   | 13 van der Mars                    |
| Igor Miličić                | Allenatori | Jean-Marc Jaumin                   |

| Arbitri: | Petr Hrůša Gintaras Mačiulis Alberto Sánchez Sixto |

|                              |            |                                                |
| Hanlan 22 Ebanks 18 Suggs 12 | Punti      | 18 Jerrells, Mielczarek 15 Dykes 13 Washington |
| Hanlan 7                     | Assist     | 5 Washington                                   |
| Suggs 8                      | Rimbalzi   | 7 Radić                                        |
| Thanasīs Skourtopoulos       | Allenatori | Przemysław Frasunkiewicz                       |

| Arbitri: | Gintaras Vitkauskas Alfred Jovović Valentin Oliot |

|                             |            |                                 |
| Angola 21 Miller 20 Levi 13 | Punti      | 18 Pavlov 17 Blyznjuk 12 Mišula |
| Angola, Dunne, Miller 6     | Assist     | 8 Massey Jr.                    |
| Angola 9                    | Rimbalzi   | 9 Blyznjuk                      |
| Brad Greenberg              | Allenatori | Ainārs Bagatskis                |

### Quarti di finale
| Arbitri: | Petr Hrůša Gintaras Maciulis Valentin Oliot |

|                                      |            |                                     |
| Barnes 15 Smith, Spencer 14 Durham 8 | Punti      | 16 Florence 12 Sobin 10 Kell, Smith |
| Smith 9                              | Assist     | 5 Kell                              |
| Spencer 11                           | Rimbalzi   |                                     |
| Vedran Bosnić                        | Allenatori | Igor Miličić                        |

| Arbitri: | Tanel Suslov Gvidas Gedvilas Sinisa Prpa |

|                                |            |                             |
| Taylor 16 Elegar 12 Koponen 11 | Punti      | 15 Green 12 Holt 11 Zeković |
| Baldi Rossi 3                  | Assist     | 6 Valeika                   |
| Elegar 6                       | Rimbalzi   | 6 Marković                  |
| Attilio Caja                   | Allenatori | Cristian Achim              |

| Arbitri: | Vilius Mačiulaitis Mehmet Karabilecen Mehmet Sahin |

|                                         |            |                                                 |
| Chambers 15 Agee, Balaban 14 Dimitrov 7 | Punti      | 18 Juškevičius 10 Mejeris, Žukauskas 8 Williams |
| Chambers 4                              | Assist     | 3 Ivlev                                         |
| Agee 7                                  | Rimbalzi   | 11 Ivlev, Žukauskas, Williams                   |
| Jovica Arsić                            | Allenatori | Kazys Maksvytis                                 |

| Arbitri: | Gintaras Vitkauskas Vladimir Jeftović Goran Sljivic |

|                             |            |                                 |
| Ebanks 19 Hanlan 14 Suggs 9 | Punti      | 27 Angola 26 Meyinsse 19 Miller |
| Hatcher 5                   | Assist     | 7 Miller                        |
| Ebanks 10                   | Rimbalzi   | 10 Meyinsse                     |
| Thanasīs Skourtopoulos      | Allenatori | Brad Greenberg                  |

### Semifinali
| Arbitri: | Paulo Marques Boris Krejić Kerem Baki |

|                                     |            |                               |
| Marković 15 Broussard 13 Zeković 11 | Punti      | 19 Kell 16 Andersson 13 Ogden |
| Broussard, Marković 7               | Assist     | 6 Kell                        |
| Marković 9                          | Rimbalzi   | 8 Ogden                       |
| Cristian Achim                      | Allenatori | Igor Miličić                  |

| Arbitri: | Luis Castillo Tanel Suslov Martin Horozov |

|                                         |            |                             |
| Juškevičius 17 Williams 13 Grigoryev 12 | Punti      | 24 Selden 15 Miller 14 Levi |
| Savović 10                              | Assist     | 9 Angola                    |
| Savović, Williams 5                     | Rimbalzi   | 6 Miller                    |
| Kazys Maksvytis                         | Allenatori | Brad Greenberg              |

### Finale 3º/4º posto
| Arbitri: | Igor Mitrovski Thomas Bissuel Zdenko Tomašovič |

|                                   |            |                                    |
| Broussard 21 Watson 20 Zeković 13 | Punti      | 24 Žukauskas 12 Mejeris 10 Savović |
| Broussard 2                       | Assist     | 5 Mejeris, Žukauskas]              |
| Green 8                           | Rimbalzi   | 7 Mejeris, Žukauskas]              |
| Cristian Achim                    | Allenatori | Kazys Maksvytis                    |

### Finale
| Arbitri: | Luis Castillo Boris Krejić Martin Horozov |

|                                        |            |                               |
| Garbacz 19 Andersson, Kell 12 Smith 11 | Punti      | 21 Levi 15 Angola 14 Meyinsse |
| Kell 7                                 | Assist     | 9 Miller                      |
| Ogden 10                               | Rimbalzi   | 13 Meyinsse                   |
| Igor Miličić                           | Allenatori | Brad Greenberg                |

| Quintetto titolare | Quintetto titolare | Quintetto titolare   | Pt   | Rim  | Ass  |
| ------------------ | ------------------ | -------------------- | ---- | ---- | ---- |
| P                  | 7                  | Trey Kell            | 12   | 3    | 7    |
| G                  | 30                 | Jakub Garbacz        | 19   | 2    | 0    |
| GA                 | 34                 | Chris Smith          | 11   | 6    | 1    |
| AG                 | 5                  | Denzel Andersson     | 12   | 1    | 1    |
| C                  | 13                 | Josip Sobin          | 4    | 7    | 2    |
| Panchina:          |                    |                      |      |      |      |
| G                  | 0                  | James Florence       | 9    | 2    | 4    |
| G                  | 4                  | Łukasz Wojciechowski | n.e. | n.e. | n.e. |
| G                  | 8                  | Szymon Ryżek         | n.e. | n.e. | n.e. |
| P                  | 11                 | Taurean Green        | 0    | 0    | 0    |
| AG                 | 12                 | Jarosław Mokros      | 3    | 1    | 0    |
| C                  | 35                 | Mark Ogden           | 4    | 10   | 1    |
| AP                 | 21                 | Maciej Kucharek      | n.e. | n.e. | n.e. |
| Allenatore:        |                    |                      |      |      |      |
| Igor Miličić       |                    |                      |      |      |      |

| Stal |  | Ironi Nes Ziona |

| Stal          | Statistiche        | Ironi Nes Ziona |
| ------------- | ------------------ | --------------- |
|               | Statistiche        |                 |
| 9/27 (33.3%)  | Tiro da 2          | 20/43 (46.5%)   |
| 13/37 (32.4%) | Tiro da 3          | 8/26 (30.8%)    |
| 20/26 (76.9%) | Tiri liberi        | 18/23 (78.3%)   |
| 14            | Rimbalzi offensivi | 16              |
| 26            | Rimbalzi difensivi | 33              |
| 40            | Rimbalzi totali    | 49              |
| 16            | Assist             | 24              |
| 9             | Palle perse        | 9               |
| 2             | Palle rubate       | 5               |
| 2             | Stoppate           | 3               |
| 21            | Falli              | 21              |

| Quintetto titolare | Quintetto titolare | Quintetto titolare | Pt   | Rim  | Ass  |
| ------------------ | ------------------ | ------------------ | ---- | ---- | ---- |
| P                  | 2                  | Patrick Miller     | 9    | 3    | 9    |
| GA                 | 42                 | Wayne Selden       | 13   | 4    | 6    |
| AP                 | 1                  | Braian Angola      | 15   | 9    | 2    |
| AG                 | 6                  | Tal Dunne          | 0    | 2    | 4    |
| C                  | 55                 | Jerome Meyinsse    | 14   | 13   | 2    |
| Panchina:          |                    |                    |      |      |      |
| AP                 | 8                  | Lior Carreira      | 10   | 7    | 0    |
| G                  | 11                 | Amit Ebo           | n.e. | n.e. | n.e. |
| C                  | 12                 | Uriel Trocki       | n.e. | n.e. | n.e. |
| A                  | 15                 | Nimrod Levi        | 21   | 3    | 1    |
| PG                 | 28                 | Raviv Limonad      | n.e. | n.e. | n.e. |
| GA                 | 80                 | Or Cornelius       | n.e. | n.e. | n.e. |
| Allenatore:        |                    |                    |      |      |      |
| Brad Greenberg     |                    |                    |      |      |      |

## Premi

### Top Performer
| Round      | Giocatore           | Squadra          | Val. | Npte   |
| ---------- | ------------------- | ---------------- | ---- | ------ |
| 1          | Thomas van der Mars | Heroes Den Bosch | 38   | [ 11 ] |
| 2          | Alperen Şengün      | Beşiktaş         | 27   | [ 12 ] |
| 2          | Rashad Vaughn       | Prometej         | 27   | [ 12 ] |
| 3          | Alperen Şengün (2)  | Beşiktaş         | 31   | [ 13 ] |
| Ottavi     | Braian Angola       | Ironi Nes Ziona  | 33   | [ 14 ] |
| Quarti     | Patrick Miller      | Ironi Nes Ziona  | 29   | [ 15 ] |
| Semifinali | Trey Kell           | Stal Ostrów      | 24   |        |
| Quarti     | Wayne Selden        | Ironi Nes Ziona  | MVP  |        |